# ماریا ترزا د فیلیپیس
ماریا ترزا د فیلیپیس (ایتالیایی: Maria Teresa de Filippis؛ زادهٔ ۱۱ نوامبر ۱۹۲۶ – ۸ ژانویهٔ ۲۰۱۶)، راننده مسابقات اتومبیل‌رانی اهل ایتالیا و نخستین زنی بود که در فرمول یک شرکت کرد. او از ۱۸ مه ۱۹۵۸، ۵ بار در مسابقات قهرمانی جایزهٔ بزرگ حضور داشت اما هیچگاه برنده نشد و رکورد خاصی را ثبت نکرد. از او به عنوان یکی از پیشگامان این ورزش یاد می‌شود.

## حضور در مسابقات جایزه بزرگ
ماریا ترزا فیلیپس برای اولین بار در ۱۸ مه ۱۹۵۸ در جایزه بزرگ موناکو با خودرو مازراتی ۲۵۰ در مسابقات فرمول یک حضور پیدا کرد تا اولین راننده زن تاریخ این مسابقات لقب بگیرد. او پس از حضور در این مسابقه در مسابقات دیگر فصل ۱۹۵۸ در جایزه بزرگ بلژیک و ایتالیا نیز حضور پیدا کرد و با کسب رده دهم در جایزه بزرگ بلژیک بهترین عملکرد خود را در این مسابقات به ثبت رساند.